# Chomatocryptus
Chomatocryptus är ett släkte av skalbaggar. Chomatocryptus ingår i familjen vivlar.
Kladogram enligt Catalogue of Life:
| Chomatocryptus | \| \| Chomatocryptus xanthopus \| \| \| \| |
|                | \| \| Chomatocryptus xanthopus \| \| \| \| |
|                | Chomatocryptus xanthopus                   |
|                |                                            |